# Crueldade com animais
A crueldade com os animais é um tratamento que causa sofrimento ou dano aos animais
. A definição de sofrimento inaceitável é variável. Alguns consideram só o sofrimento por simples crueldade aos animais, enquanto que outros incluem o sofrimento infligido por outras razões, como a produção de carne, a obtenção de pele, os experimentos científicos com animais e as indústrias de ovos. Muitas pessoas consideram a crueldade para com os animais como um assunto de grande importância moral. Pensadores de várias épocas vêm afirmando que a crueldade para com animais e a crueldade contra humanos estão inter-relacionadas.
| “ | Nossas obrigações com os animais são apenas obrigações indiretas com a humanidade. A natureza animal possui analogias com a natureza humana, e ao cumprir com nossas obrigações para com os animais em relação às manifestações da natureza humana, nós indiretamente estamos cumprindo nossas obrigações com a humanidade... Podemos julgar o coração de um homem pelo seu tratamento com os animais. | ” |

| “ | A compaixão pelos animais está intimamente ligada a bondade de caráter, e pode ser seguramente afirmado que quem é cruel com os animais não pode ser um bom homem. | ” |

| “ | Matar animais gradualmente destrói nosso senso de compaixão, que é o sentimento mais nobre do qual nossa natureza humana é capaz. | ” |

Atualmente, estudos científicos têm colaborado com  essas constatações. Observa-se, por exemplo, que, no processo de abate massivo de animais, trabalhadores de abatedouros passam por transformações psicológicas semelhantes àquelas sofridas por combatentes de guerra, executores e nazistas. Um trabalhador de abatedouro de Sioux, em Iowa, nos Estados Unidos, relata: 
| “ | A pior coisa, pior do que o perigo físico, é o impacto emocional. Se você trabalha, por qualquer período de tempo, onde os porcos são mortos, você desenvolve uma atitude que deixa você matar coisas mas que não deixa você ter piedade. Você pode olhar nos olhos de um porco que está perambulando pelo chão ensanguentado e você pensa: Deus, esse é um belo animal. Você quer acariciá-lo. Porcos no chão da morte vieram em minha direção e se abrigaram debaixo das minhas pernas como cachorrinhos. Dois minutos depois eu os tinha matado - bati com uma barra até que morressem. Eu não posso ter piedade. | ” |

Esse mesmo mecanismo psicológico, conhecido como "duplicação" (em inglês, doubling) está presente em nazistas. A personalidade natural do trabalhador se identifica com o porco e reconhece, nele, um animal digno de afeição e cuidado, mas sua outra personalidade – aquela transformada pelo trabalho no abatedouro – mata os porcos, sendo literalmente incapaz de sentir piedade para com os animais. Analisando-se as consequências dessas transformações psicológicas, constata-se que indivíduos que cometem crueldade contra animais estão mais propensos ao uso de drogas, roubos, estupros e assassinatos, principalmente contra mulheres e crianças.

## Casos de crueldade

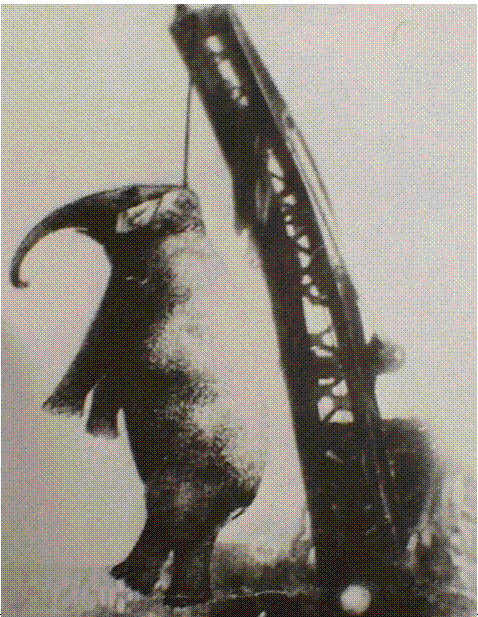
Mary, uma elefanta de circo executada em 1916 no Tennessee em frente a uma multidão de milhares de pessoas após reagir a maus-tratos e matar um assistente de treino. A morte de Mary tem sido interpretada como símbolo da repressão e abuso contra animais em circos.

No Brasil, averígua-se um grande descaso quanto à proteção dos animais por parte de todos os poderes: nomeadamente, do judiciário. A Constituição brasileira de 1988 é clara em seu artigo 225, VII: "proteger a fauna e a flora, vedadas, na forma da lei, as práticas que coloquem em risco sua função ecológica, provoquem a extinção de espécies ou submetam os animais a crueldade". Mesmo assim, em 2011, observou-se uma falha da justiça quanto ao dispositivo 
. Camilla Corrêa Alves de Moura Araújo dos Santos, uma enfermeira, casada com um médico, executou atrozmente um yorkshire terrier em Formosa, em Goiás.
O máximo que o Instituto Brasileiro do Meio Ambiente e dos Recursos Naturais Renováveis pôde fazer foi multá-la em 3 mil reais. No caso, ficou patente a falta de estabilidade mental de Camila, ensejando, talvez, até mesmo, um caso de psicopatia, como demonstrado em sua defesa, onde a ré afirmou não ter feito nada fora do normal. O Conselho Regional de Enfermagem de Goiás não cassou seu registro, afirmando que tal situação não afetava sua carreira profissional, como se a psicopatia - um desvio de caráter onde há ausência de sentimentos genuínos, frieza, insensibilidade aos sentimentos alheios e falta de remorso e culpa para atos cruéis - não tivesse relação com uma carreira que é caracterizada exatamente por pessoas que cuidam carinhosamente de doentes. Em suma, o descumprimento do dispositivo da Constituição é generalizado.